# Bad for Good: The Very Best of Scorpions
Bad for Good: The Very Best of Scorpions – album z największymi hitami niemieckiego rockowego zespołu: Scorpions, wydany w 2002 przez Hip-O Records. Dwie finałowe piosenki, „Cause I Love You” i „Bad For Good”, zostały nagrane specjalnie do tego albumu.

## Lista utworów
1. „Rock You Like a Hurricane” – 4:12
2. „Loving You Sunday Morning” – 5:36
3. „The Zoo” – 5:28
4. „No One Like You” – 3:56
5. „Blackout” – 3:47
6. „Still Loving You"  – 4:48
7. „Big City Nights” – 4:08
8. „Believe in Love” – 4:04
9. „Rhythm of Love” – 3:48
10. „I Can't Explain” – 3:22
11. „Wind of Change” – 5:10
12. „Send Me an Angel” – 4:32
13. „Don't Believe Her” – 4:54
14. „Tease Me Please Me” – 4:42
15. „Hit Between The Eyes” – 4:31
16. „Alien Nation" – 5:01
17. „Cause I Love You"  – 3:44
18. „Bad For Good”  – 4:02